# I Will Always Love You
«I Will Always Love You» (укр. «Я завжди тебе кохатиму») — сингл американської кантрі-співачки Доллі Партон, випущений в 1974 році на лейблі RCA Records. Свою версію цього синглу виконала американська співачка — Вітні Г'юстон.

## Історія пісні
«I Will Always Love You» була написана в 1973 році. Її автором є легендарна співачка і актриса Доллі Ребека Партон, відома виконанням композицій у жанрі кантрі. Доллі присвятила своє творіння Портеру Вагонер, досить успішному і знаменитому музиканту, з яким Партон співпрацювала протягом семи років
Важливо зазначити, що пісня, яка стала практично гімном всіх драматично закоханих, створювалася зовсім не в романтичному ключі. У 1967 році новостворений дует з двох раніше маловідомих виконавців підкорив серця телевізійної аудиторії США. Партон і Вагонер стали відомим, виступаючи в парі, однак з часом артистка зрозуміла, що її амбіції йдуть всупереч з неспішним темпом сценічного розвитку Портера. Доллі мала намір висловити подяку Вагонер за роки спільної роботи й описати в ліриці світлий смуток, що виник у зв'язку з необхідністю припинити партнерство.
Співачка ясно усвідомлювала, що настав час кожному піти своїм шляхом, і це найкраще рішення, яке надалі сприятиме творчому прогресу. Через рік Партон випустила альбом «Jolene», частиною якого став майбутній світовий хіт. Ще далекого 1974-го пісня виявилася одним з найбільш зажаданих, в комерційному відношенні, синглів.
Абсолютно нова сторінка в історії існування «I Will Always Love You» відкрилася в 1992 році. Вітні Г'юстон працювала над своєю дебютною роллю в кіно. Коли постало питання про вибір саундтреку, Кевін Костнер, партнер співачки по знімальному майданчику, порекомендував діві звернути увагу на пісню «I Will Always Love You». Спеціально для «Охоронця» Г'юстон записала трек з оновленим аранжуванням. Спочатку проста балада в стилі кантрі перетворилася в потужну, проникливу сповідь у жанрі соул, акустичний ефект був доповнений ненав'язливими рисами госпела. Г'юстон подарувала пісні нове життя. «I Will Always Love You» стала хітом, який 14 тижнів після релізу займав перший рядок американського чарту Billboard Hot 100.

## Цікаві факти
- Першим пісню почув чоловік, якому вона і була присвячена. Портер Вагонер не хотів припиняти професійну співпрацю з Доллі, він вважав, що її рішення було помилкою, а популярність їх обох як артистів залежить саме від роботи в тандемі. Однак Доллі дотримувалася свого бачення. Партон прийшла до Портера на наступний ранок після того, як написала «I Will Always Love You». Вона заспівала її своєму єдиному на той момент і головному слухачеві. Портер розплакався і сказав, що це найкраща пісня, яку йому доводилося чути. «Я написала її, щоб висловити свої почуття. Я завжди буду любити тебе, але мені необхідно йти далі» — так резюмувала Доллі історію створення неймовірно успішного хіта.
- Піснею зацікавився Елвіс Преслі. Він хотів включити її у свій репертуар і звернувся до Доллі з пропозицією укласти договір про передачу частини авторських прав. Та, незважаючи на зовнішній тиск, відмовилася.Мої пісні — те, що я залишаю сім'ї, я не можу від них відректися. Я проплакала всю ніч. Вбила б за можливість почути, як він співає, але в підсумку, коли пісню записала Вітні, я була щаслива, що тоді проявила твердість.— таку заяву зробила  для преси у 2004 році.
- Кевіну Костнеру довелося буквально воювати з продюсерами, щоб пісня в «Охоронець» звучала саме так, як це бачив він і Вітні. Костнер наполягав на ідеї, щоб композиція прозвучала на самому початку acapella. Актор вважав цей момент ключовим:Виконання без музики показує, наскільки сильні її (головної героїні) почуття до того хлопця.
- У 1994 році Вітні стала володаркою престижної нагороди Grammy за перемогу в номінації «Запис року». Пісня не змогла надати творцям «Охоронця» можливість отримати Оскар, вона не була створена спеціально для озвученої картини, а це є обов'язковою вимогою до композиції для потрапляння в список номінантів в категорії «Краща пісня». Однак збірник музичних треків з «Охоронця», де «I Will Always Love You» виявився першим, розійшовся тиражем в 45 мільйонів копій. Альбому «The Bodyguard: Original Soundtrack Album» 17 разів привласнювали платиновий сертифікат, це найбільш комерційно успішний саундтрек в історії звукозапису.
- На пісню був знятий кліп, за сюжетом — Г'юстон перебуває в порожньому залі кінотеатру, а на екрані транслюються кадри з «Охоронця». Примітно, що на момент зйомок відео співачка була вагітна. Щоб не привертати уваги до цього моменту, в кліпі Г'юстон показана, тільки коли сидить на стільці в одній позі (за винятком вставок з фільму).
- Після виходу «Охоронця» в прокат і релізу пісні на радіо з'явилися чутки: Вітні і Доллі стали заклятими ворогами. Причиною сварки нібито стало те, що Партон проігнорувала своє зобов'язання відмовитися від виконання композиції, поки та значилася в топі національного музичного рейтингу. Доллі розвіяла домисли, підбивши підсумок:Те, як Вітні виконала цю просту пісню, дозволяє говорити, що тепер ця композиція належить їй.Г'юстон підтвердила існування доброзичливих взаємин з автором свого популярного хіта.
- «I Will Always Love You» — образно кажучи, той самий разючий постріл, який «Охоронець» навмисно направив в сторону публіки. Серця глядачів були розбиті, проте пісні не вдалося уникнути і ярликів від критиків. «Los Angeles Times» опублікувала відгук Кріса Уіллман, що узагальнив думки своїх колег по цеху. Він сказав що Г'юстон зруйнувала враження душевної туги за коханою людиною і перетворила сумну пісню в гімн виживання.
- «I Will Always Love You» продовжує залишатися одним із найпопулярніших варіантів весільної пісні, яка звучить, коли молодята кружляють у першому танці. Складно уявити більш очевидний провальний вибір. Попри красу і ліричність, композиція загалом транслює текст про розставання і побажанні щастя на своєму шляху, а не в сімейному житті, «поки смерть не розлучить».
- Оригінальна версія пісні Доллі Партон увійшла до саундтреків фільмів «Аліса тут більше не живе» Мартіна Скорсезе і «Це моя вечірка» Рендала Клайзер.
- Клайв Девіс та інші продюсери з Arista Records вважали, що I Will Always Love You не підходить Вітні Г'юстон.
- Доллі Партон і Девід Фостер вручали Вітні Г'юстон премію «греммі» в 1994 році.
- Вітні померла у 2012 році. Трагічна подія «воскресила» «I Will Always Love You» на полях рейтингу Billboard Hot 100. На той час минуло майже 20 років відтоді, як пісня підкорила цей чарт, і ось смерть Г'юстон спровокувала нову хвилю популярності її головного хіта. Композиція моментально зайняла 7-му сходинку, а згодом дісталася до 3-ї позиції.

## Зміст пісні
Кожне слово з тексту врізається в серце, немов гострий меч, і причиною тому — голос, тембр, інтонації. «I Will Always Love You» завжди буде асоціюватися з фірмовим «звучанням» Г'юстон. Вона позбавила цю композицію жалібних тонів, підкреслених виражених страждань і перетворила її в емоційну бурю, що бере початок в тихій заводі. В устах Г'юстон ця пісня — визнання сильної жінки в не менше сильних почуттях, але вона їм — НЕ раба, а господиня. Тому, кого любить, вона бажає щастя, радості, прихильності Долі і просить усвідомити: це можливо лише після розставання.